# De bankrovers
De bankrovers is een  stripverhaal uit de reeks van Jerom.

## Locaties
- Winkelstraat, antiquair, Morotari-burcht, Chinees restaurant, politiebureau, villa, bouwwerf, verlaten huis, bank

## Personages
- Jerom, tante Sidonia, Odilon, professor Barabas, agent, winkelend publiek, winkelier (antiquair) en zijn dochter, personeel Chinees restaurant, de heer A. Biljet (bankdirecteur), chauffeurs van auto's, politieagenten, secretaris van de bankdirecteur, Tuur (bewaker), boeven

## Het verhaal
Jerom loopt over een drukke winkelstraat waar een winkelier is overvallen, maar er zijn geen spullen gestolen. De dochter van de antiquair wil hem later niet te woord staan. In de Morotari-burcht hoort Jeromm op de radio dat de heer A. Biljet met een pijl is beschoten. Jerom gaat dan eten in een Chinees restaurant, waar een man met een pijl wordt beschoten. Het blijkt de tweede aanslag op hem te zijn. Ook wordt de bankdirecteur in het restaurant gebeld door de aanslagpleger. Deze vraagt of de bankdirecteur is geraakt. Jerom wil de pijl onderzoeken en loopt naar het politiebureau. Hij ziet een botsing en een gemaskerde man rijdt snel weg met een auto. Hij kan de man op de achterbank nog uit de auto redden en er wordt een pijl op deze man afgeschoten. De politie is snel ter plaatse en de man en Jerom worden naar het bureau gebracht.
Op het bureau krijgt de man een telefoontje, er wordt gevraagd of hij geraakt is door de aanslagpleger. De man blijkt de secretaris te zijn van de bankdirecteur. Jerom krijgt de pijl mee van de politie en hij brengt deze naar professor Barabas voor onderzoek. Die ontdekt dat de pijl van bosjesmannen in Afrika is. De punt is in vergif gedrenkt en er is slechts één koker met dit soort pijlen in Europa. Deze moet bij de antiquair zijn en Jerom vliegt met zijn motor naar hem toe. De antiquair en zijn dochter vluchten als ze Jerom zien en hij probeert hen te achtervolgen, maar komt in botsing met een sportwagen. De motor is vernield en de auto die hem aanreed is weggereden. Jerom gaat te voet verder en merkt dat de sportwagen hem volgt. Hij kan een tweede aanrijding voorkomen en springt in de auto. De bestuurder blijkt de dochter van de antiquair te zijn en ze wilde haar vader helpen. 
Jerom kan de antiquair stoppen en hij verklaart dat de boeven hebben gedreigd zijn dochter te doden als hij iets over de pijlen zou vertellen. De antiquair vertelt dat de pijlen gedrenkt zijn in een waarheidsserum. Jerom stuurt de antiuair en zijn dochter naar de Morotari-burcht, daar zullen ze veilig zijn. Hij gebruikt de sportwagen om naar het privé-adres van de bankdirecteur te gaan. De bankdirecteur wordt in zijn villa geraakt door een pijl en de overvallers vragen naar het cijferslot van de bankkluis. De overvallers drinken champagne en als Jerom de villa binnenkomt wordt hij door middel van slaapgas overmeesterd. De boeven tillen Jerom naar de bouwwerf naast de villa en gieten beton over hem heen. Ze willen hem niet doden en daarom krijgt hij een buis in zijn mond waar hij door kan ademen.
De mannen vermommen zich als schoonmaaksters en willen de bank op deze manier binnen komen. Intussen is tante Sidonia bezorgd, omdat Jerom zo lang weg blijft. Ze belt naar de bankdirecteur en deze kan, alhoewel hij vastgebonden en gekneveld is, de telefoon opnemen. Hij kan een sos grommen en Odilon gaat naar de villa en hoort van de bankdirecteur dat de boeven Jerom naar de bouwwerf hebben gebracht. Odilon giet een opwekkingsmiddel door de buis en Jerom laat het betonblok uiteen vliegen. Jerom, Odilon en de bankdirecteur rijden naar de bank. Onderweg worden ze aangehouden door een agent en Jerom laat hem de mobiele brigade naar de bank sturen. Jerom overmeesterd de boeven en stapt de kluis in om te controleren of alles nog aanwezig is. De politie arriveert en ze nemen de boeven mee. De bankdirecteur sluit de kluis af, maar beseft dan dat Jerom nog binnen is.